# 超個人心理學
超個人心理學（英語：Transpersonal Psychology）是心理學的一個分支，它將個體的靈性和超越自我方面的體驗與現代心理學的框架結合起來，也可以將其定義為靈性心理學。超個人被定義為「自我認知或自我意識超越，個體或個人以包含人類、生命、心靈或宇宙等的更廣泛靈性的體驗」。它也被定義為超越傳統，個體或個人層面的發展。
在超個人心理學的研究範圍包括有心靈的自我成長、超越自我的小我、高峰體驗和、神秘體驗、系統性冥想、靈性危機、靈性進化、宗教皈依、改變意識狀態、靈修和其他異於平常的神祕經驗。該學科試圖在現代心理學理論中敍述和整合個體在靈性層面的經驗，並製定新理論以包含這種經驗。超個人心理學探討著心理學與佛教、基督教、經濟學、哲學、社會學、生物學、商業管理等等各種學問的關係，它跨越了各種領域，研究人的心理與靈性層面的經驗及整合。

## 定義
拉茹瓦和沙博理回顧了1968年至1991年期間出現在學術文獻中的超個人心理學的四十個定義。他們發現，在這些定義中，五個關鍵主題特別突出：意識狀態、更高或無限潛能、超越自我或個人小我、超凡和靈性。基於這項研究，作者提出了超個人心理學的以下定義：「超個人心理學關注的是對人類最高潛能的研究，以及對意識的統一，靈性和超凡意識狀態的認知，領悟和實現」。
在對先前定義的回顧中，沃爾什和沃恩表明，超個人心理學是一個心理學領域，專注於研究個人經歷和其相關現象。這些現象包括引發超個人體驗的前因後果和相關因素，以及在其經歷中所受其啟發的修練和實踐。他們同時也批判了超個人心理學的許多定義，認為這些定義帶有隱含的假設或預設，而這些假設或預設並不能完整地定義超個人心理學的領域。
哈特柳斯、卡普蘭和拉丁對超個人心理學的定義進行了回顧性分析。他們發現了定義該領域的三個主要主題：「超越自我心理學」，「整合/整體心理學」和「轉化心理學」。其分析表明，該領域已從早期強調二元化的意識狀態轉變為以一個擴大多元的觀點去看人類整體及其轉化。據作者所稱，這一發展使得該領域更接近於肯恩·威爾柏的整合方法論和後Aurobindonian（英語：Post-Aurobindonian）學派的理論。
卡普蘭敍述了該學科的起源及學科使命，並提出了一個定義：
雖然超個人心理學是一門較為年輕的正式學科，但從1969年超「個人心理學期刊」創刊和1971年超個人心理學協會的創立開始，它藉鑑了來自多種傳統的古老神秘主義知識。 
超個人心理學家試圖將永恆的智慧與現代西方心理學相結合，並將靈性原理轉化為以科學為基礎的當代語言。超個人心理學探討人類心理精神發展的全方位問題：從個人心靈深處的需求和創傷，到人類的存在危機，乃至潛在於我們意識中的超凡能力。
整全觀和統一性是超個人心理學世界觀的核心。

## 學術發展

### 起源
超個人心理學研究的奠定人包括威廉·詹姆斯、卡爾·榮格和亞伯拉罕·馬斯洛 。威廉·詹姆斯於1905年至1906年間在哈佛大學教學講義中最早使用「超個人」一詞。後世學者表示宗教心理學的研究，超心理學以及對東方靈性體系和靈修的興趣，都影響了超個人心理學的早期研究領域。
亞伯拉罕·馬斯洛也是超個人心理學的一名重要奠基人，他曾在人類高峰體驗這一方面發表過著作。1967年，馬斯洛在主題為「人性的進一步發展」的演講中提出了心理學第四勢力的輪廓，即超人本主義心理學。1968年，馬斯洛把超個人心理學列入心理學第四勢力以區別於心理學的其他三種勢力：精神分析學，行為主義學和人本主義心理學。「超個人」一詞在1970年之後開始出現在學術期刊上。

### 近期發展
21世紀初。豪爾赫·費雷爾開展了對超個人心理學修正計劃，該計劃被認為是對超個人心理學領域的重要貢獻。他在2001年所出版的「修正超個人理論一種人類靈性的參與視角」被SUNY系列的超個人心理學和人本主義心理學部分收錄。

## 相關領域
一些心理學學派或學派分支影響了超個人心理學領域。例如卡爾·榮格的心理分析學派，羅貝托·阿薩吉歐力的精神分析學派，以及亞伯拉罕·馬斯洛的人本主義心理學派。心理治療主要使用的超個人模型是肯恩·威爾柏，卡爾·榮格等所建立的模型。
威廉·巴里在他獲得博士學位的過程中，發展了Transformational Quality（TQ）理論，其論文使超個人心理學成為教育領域中有效的行為研究方法。超個人心理學已經被應用於商業研究和管理領域。
與超個人心理學相關的其他研究領域包括瀕死研究、超心理學和人本主義心理學。雖然超個人心理學被認為是從人本主義心理學發展而來，但超個人心理學所包括的範圍，如靈性和意識模式，都超出了人本主義心理學理論所討論的領域。而超個人心理學倡導擴展的、靈性的、身心健康的觀點，未畢全屬於人本主義心理學所涉汲的範圍。
雖然有些人認為超個人心理學與宗教心理學之間的區別正在逐漸消失，例如「牛津心理學與靈性手冊」，但還是有人認為這兩者之間存在著明顯的區別。比如宗教心理學大部分的焦點都集中於在超個人心理學中不被視為「超然」 的主題上，因此這兩個學科有非常明確不同的焦點。

## 參看
- 心理學
- 需求層次理論
- 靈性
- 宗教
- 基督教
- 佛教
- 戴尼提
- 另類醫療
- 哲學
- 社會學
- 生物學

## 相關人物
- 亞伯拉罕·馬斯洛
- 巴夫洛夫
- 肯恩·威爾柏
- 羅傑·沃許
- 布蘭特·寇特萊特
- 阿瑪斯
- L·羅恩·賀伯特
- 卡爾·榮格

## 外部連結
- 美國超個人心理學學會 （页面存档备份，存于）（英文）
- 歐洲超個人學會 （页面存档备份，存于）（英文）
- 索菲亞大學 （页面存档备份，存于）（英文）